# يوسي ساريئيل
يُوسِي سَارِيئِيل ضابطٌ في قوات الدفاع الإسرائيلي وقائد الوحدة ثمانية مئتان (8200) الموكَّلةِ بالتجسس الرقميِّ والأعمال السرية والخاضعة لجهاز الاستخبارات العسكرية. ولد سنة 1978 في حيفا ونشأ فيها. وفي 1997، ولج قسم الاستخبار في قوات الدفاع الإسرائيلية. في 28 فبراير 2021، وُلِّيَ ساريئيلُ على الوحدة 8200 مكانَ آساف كُوحَان المنتهيةِ ولايتُه، ولم يزل عليها في العدوان الإسرائيلي على قطاع غزة حتى استقالته في 12 شتنبر 2024.